# Lhobrak Chhu
Der Lhobrak Chhu oder Lhozhag Nub Qu, im Oberlauf Kangphu Chu, ist der ca. 110 km lange rechte Quellfluss des Kuri Chhu im autonomen Gebiet Tibet.
Der Fluss wird an der Nordflanke des Himalaya-Hauptkamms auf einer Höhe von etwa 4850 m von dem Liangkanggletscher gespeist. Der Gletscher hat sein Nährgebiet an der Nordwestflanke des 7534 m hohen Liangkang Kangri. Der Lhobrak Chhu fließt anfangs knapp 20 km nach Norden. Anschließend wendet er sich 25 km in Richtung Ostnordost. Entlang diesem Flussabschnitt wird bewässerte Landwirtschaft betrieben. Bei Flusskilometer 70 passiert der Fluss die Gemeinde Zhari. Im Süden erhebt sich das Gebirgsmassiv des 7538 m hohen Kula Kangri, das vollständig vom Lhobrak Chhu entwässert wird. Der Lhobrak Chhu fließt nun 25 km nach Osten. Bei Flusskilometer 46 befindet sich am Südufer die Kleinstadt Luozha, Verwaltungssitz des Kreises Lhozhag. Der Fluss wendet sich allmählich in Richtung Südsüdost und durchschneidet das Gebirge. Bei Flusskilometer 19 trifft der Xung Qu (oder Xiongqu) von Westen kommend auf den Fluss. Dieser fließt im Unterlauf nach Südosten und erreicht bei der Ortschaft Lakang den von Nordosten kommenden Lhobrak Shar Chhu, mit welchem er sich zum 
Kuri Chhu vereinigt. Das Einzugsgebiet umfasst eine Fläche von etwa 3290 km². Im äußersten Osten des Einzugsgebiets erhebt sich der 6777 m hohe Tarlha Ri.